# Exen
Exen är en sjö i Ljungby kommun och Markaryds kommun i Småland och ingår i Lagans huvudavrinningsområde. Sjön är 7,2 meter djup, har en yta på 3,5 kvadratkilometer och är belägen 125,9 meter över havet. Vid provfiske har bland annat abborre, braxen, gers och gädda fångats i sjön.

## Delavrinningsområde
Exen ingår i det delavrinningsområde (628432-137440) som SMHI kallar för Utloppet av Exen. Medelhöjden är 146 meter över havet och ytan är 62,37 kvadratkilometer. Räknas de 96 avrinningsområdena uppströms in blir den ackumulerade arean 2 101,13 kvadratkilometer. Bolmån (Ulvhultsån) som avvattnar avrinningsområdet har biflödesordning 2, vilket innebär att vattnet flödar genom totalt 2 vattendrag innan det når havet efter 82 kilometer. Avrinningsområdet består mestadels av skog (58 procent), jordbruk (11 procent) och sankmarker (15 procent). Avrinningsområdet har 3,47 kvadratkilometer vattenytor vilket ger det en sjöprocent på 5,6 procent.

## Fisk
Vid provfiske har följande fisk fångats i sjön:
- Abborre
- Braxen
- Gärs
- Gädda
- Gös
- Karpfisk obestämd
- Löja
- Mört
- Siklöja